# Madang (província)

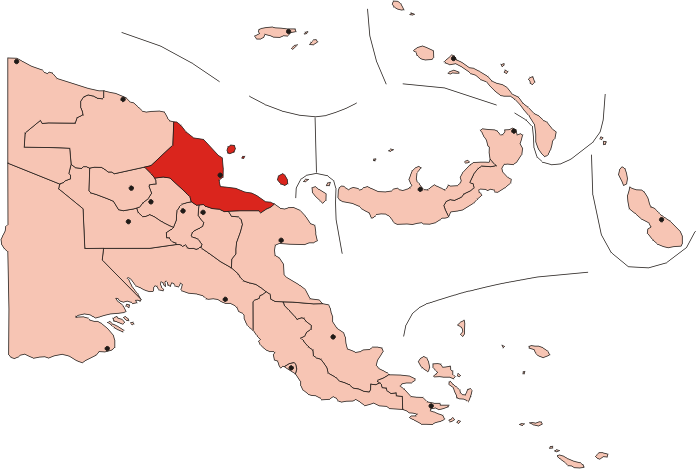
Localização da província de Madang na Papua-Nova Guiné.

Bandeira de Madang.

Madang é uma das 20 províncias da Papua-Nova Guiné. Fica na região de Momase. Tem 29 000 km² e 365 106 habitantes (censo de 2000). A sua capital é a cidade de Madang.